# Polski Związek Piłki Nożnej
 Polski Związek Piłki Nożnej (PZPN) ordnar med den organiserade fotbollen i Polen, och bildades 1919, för att 1923 anslutas till Fifa. Huvudkontoret finns i Warszawa.	 Man bedriver polskt seriespel och cupspel, samt den polska landslagsfotbollen.

## Historik
Det helt oberoende förbundet skapades i april 1919 ur Polska fotbollsunionen (PFU), som tidigare ingick i österrikiska fotbollsförbundet. Polska fotbollsunionen hade bildats 25 juni 1911 i Lwow. Åren 1911-1919 hade polska landslaget spelat tre landskamper på "Czarni". Laget var främst uppbyggt kring spelare från Lwow.
I september 2008 stängde Polens olympiska kommitté av ledningen för förbundet för att ha "[brutit] mot dess stadgar."  Föregående år hade det polska sportministeriet försökt stoppa corruption inom förbundet, men hotades med avstängning av Fifa, som förbjuder statlig inblandning i fotbollen. Den 30 oktober 2008 valdes Grzegorz Lato till förbundets nye president. Den 26 oktober 2012 valdes Zbigniew Boniek till förbundets nye president.

### Fotnoter
1. ↑  ”Historical archives of Halycz region”. Arkiverad från originalet den 23 december 2017. https://web.archive.org/web/20171223153010/http://www.ffu.org.ua/ukr/ffu/about/4941/. Läst 4 april 2012.
2. ↑  ”Administrator taking over scandal-hit Polish federation”. AFP. 29 september 2008. Arkiverad från originalet den 20 maj 2011. https://web.archive.org/web/20110520174001/http://afp.google.com/article/ALeqM5ggrPp0E2zb6X5sCZmfze_hAwFQuA. Läst 30 september 2008.
3. ↑  Karolina Slowikowska (30 september 2008). ”Polish FA suspended over corruption issues”. Reuters. Arkiverad från originalet den 26 oktober 2012. https://web.archive.org/web/20121026194640/http://uk.reuters.com/article/2008/09/29/uk-soccer-europe-poland-idUKTRE48S9C320080929. Läst 30 september 2008.
4. ↑  Zbigniew Boniek ny VD för den polska fotbollsförbundet Arkiverad 23 november 2012 hämtat från the Wayback Machine.